# Comuna Hrîșîne, Romnî
Hrîșîne (în ucraineană Гришине) este o comună în raionul Romnî, regiunea Sumî, Ucraina, formată din satele Ciîjîkove, Hrîșîne (reședința), Korolivșciîna, Mîkolaiivske, Nenadievka și Salohubivka.

## Demografie
Componența lingvistică a comunei Hrîșîne
     Ucraineană (97,25%)
     Rusă (2,34%)
     Alte limbi (0,24%)
Conform recensământului din 2001, majoritatea populației comunei Hrîșîne era vorbitoare de ucraineană (97,25%), existând în minoritate și vorbitori de rusă (2,34%).